# Њу Балтимор (Пенсилванија)
Њу Балтимор (енгл. New Baltimore) град је у америчкој савезној држави Пенсилванија.

## Демографија
По попису из 2010. године број становника је 180, што је 12 (7,1%) становника више него 2000. године.
| Група             | 2000.       | 2010.        |
| Белци             | 162 (96,4%) | 180 (100,0%) |
| Афроамериканци    | 0 (0,0%)    | 0 (0,0%)     |
| Азијати           | 6 (3,6%)    | 0 (0,0%)     |
| Хиспаноамериканци | 0 (0,0%)    | 0 (0,0%)     |
| Укупно            | 168         | 180          |